# 1304 km (Ukraina)
1304 km (ukr. 1304 км) – przystanek kolejowy w miejscowości Bogdanówka, w rejonie tarnopolskim, w obwodzie tarnopolskim, na Ukrainie. Położony jest na linii Odessa – Lwów.